# 루이스 수아레스 미라몬테스
루이스 수아레스 미라몬테스(스페인어: Luis Suárez Miramontes, 1935년 5월 2일~2023년 7월 9일)는 스페인의 전 축구 선수이자 전 축구 지도자로 선수 시절 포지션은 미드필더였다.
스페인 축구 역사상 가장 위대한 축구 선수 가운데 한명으로 여겨지고 있으며 정확한 패스와 폭발적인 슈팅 때문에 "건축가"(El Arquitecto)라는 별명이 붙기도 했다.

## 경력

### 선수 경력
1949년 데포르티보 라코루냐 청소년 클럽 소속으로 데뷔하였으며 1953년 12월 6일 라 리가 무대에 데뷔하였다. 1955년부터 1961년까지 바르셀로나 소속으로 뛰면서 팀의 라 리가 2회 우승(1958-59, 1959-60), 코파 델 헤네랄리시모 2회 우승(1957, 1959), 인터시티스 페어스컵 2회 우승(1958, 1960)에 공헌하였고 1960년 발롱도르 수상자로 선정되었다.
1961년부터 1970년까지 이탈리아의 인테르나치오날레 소속으로 뛰면서 팀의 세리에 A 3회 우승(1962-63, 1964-65, 1965-66), 유러피언컵 2회 우승(1964, 1965), 인터콘티넨털컵 2회 우승(1964, 1965)에 공헌하였고 1970년부터 1973년까지 이탈리아의 삼프도리아 소속으로 뛰었다.
1964년 유러피언 네이션스컵에서 스페인의 사상 첫 UEFA 유럽축구선수권대회 우승에 공헌하였다. 1962년 FIFA 월드컵과 1966년 FIFA 월드컵에서도 스페인 대표로 출전하였지만 스페인은 두 대회 모두 조별 예선에서 탈락하고 말았다.

### 감독 경력
1988년부터 1991년까지 스페인 대표팀 감독을 맡았으며 1990년 FIFA 월드컵에서는 스페인의 16강 진출에 공헌하였다.

## 수상

#### 바르셀로나
- 라리가: 1958-59, 1959–60
- 코파 델 헤네랄리시모: 1957, 1959
- 인터시티스 페어스컵: 1958, 1960

#### 인테르나치오날레
- 세리에 A: 1962-63, 1964-65, 1965-66
- 유러피언컵: 1964, 1965
- 인터콘티넨털컵: 1964, 1965

#### 스페인
- UEFA 유로: 1964

### 개인
- 발롱도르: 1960
- UEFA 유로 대회 베스트: 1964
- 골든풋: 2008
- 마르카 레전드: 2016
- 스페인 왕립협회 금십자상: 2001

#### 발롱도르
- 1958 - 14
- 1959 - 4
- 1960 - 1
- 1961 - 2
- 1962 - 15
- 1963 - 8
- 1964 - 2
- 1965 - 3

## 사진

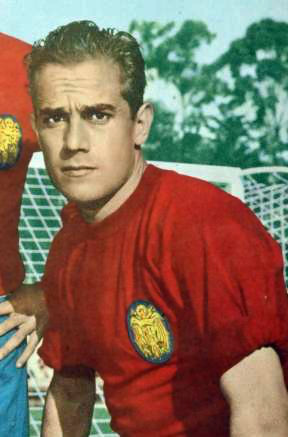
루이스 수아레스 미라몬테스(1962년)